# East Indiaman

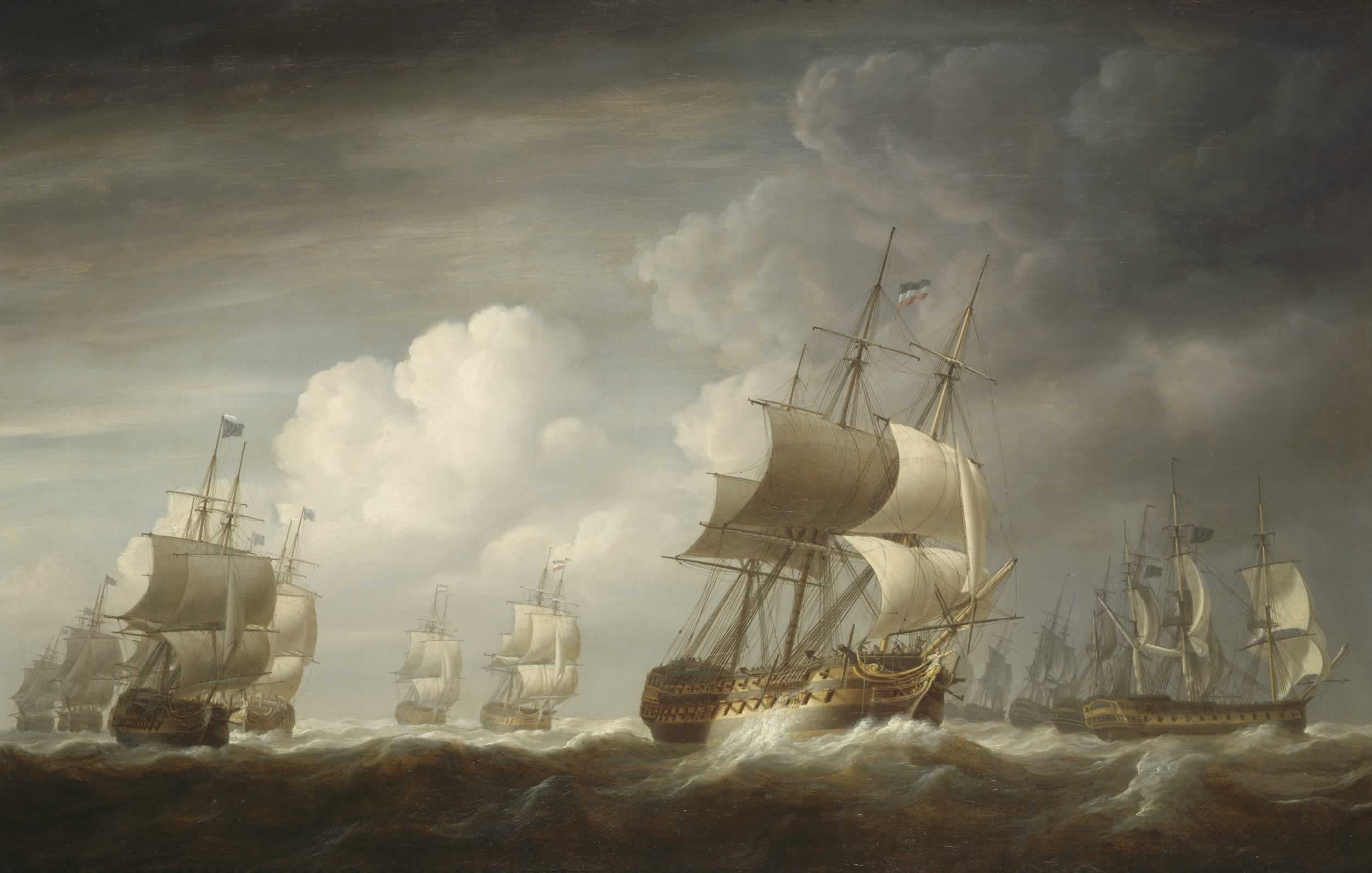
Several East Indiamen of the British East India Company (Nicholas Pocock, c. 1803)

East Indiaman era um nome geral para qualquer navio mercante operando sob fretamento ou licença para qualquer uma das companhias das Índias Orientais das principais potências comerciais europeias dos séculos 17 a 19. O termo é usado para se referir a navios pertencentes às companhias austríacas, dinamarquesas, holandesas, britânicas, francesas, portuguesas ou suecas das Índias Orientais.
Alguns dos homens das Índias Orientais fretados pela Companhia Britânica das Índias Orientais (EIC) eram conhecidos como clippers. A EIC detinha o monopólio concedido a ela por Elizabeth I em 1600 para todo o comércio inglês entre o Cabo da Boa Esperança e o Cabo Horn. Essa concessão foi progressivamente restrita durante o final do século 18 e início do século 19, até que o monopólio foi perdido em 1834. Os EIC East Indiamen geralmente operavam entre a Grã-Bretanha, o Cabo da Boa Esperança e a Índia, onde seus principais destinos eram os portos de Bombaim, Madras e Calcutá.
Os EIC East Indiamen muitas vezes continuaram para a China antes de retornar à Inglaterra através do Cabo da Boa Esperança e Santa Helena. Quando o EIC perdeu seu monopólio, os navios desse projeto foram vendidos. Um navio menor e mais rápido, conhecido como Fragata Blackwall, foi construído para o comércio, pois a necessidade de transportar armamentos pesados diminuiu.

## Descrição dos veleiros e do comércio

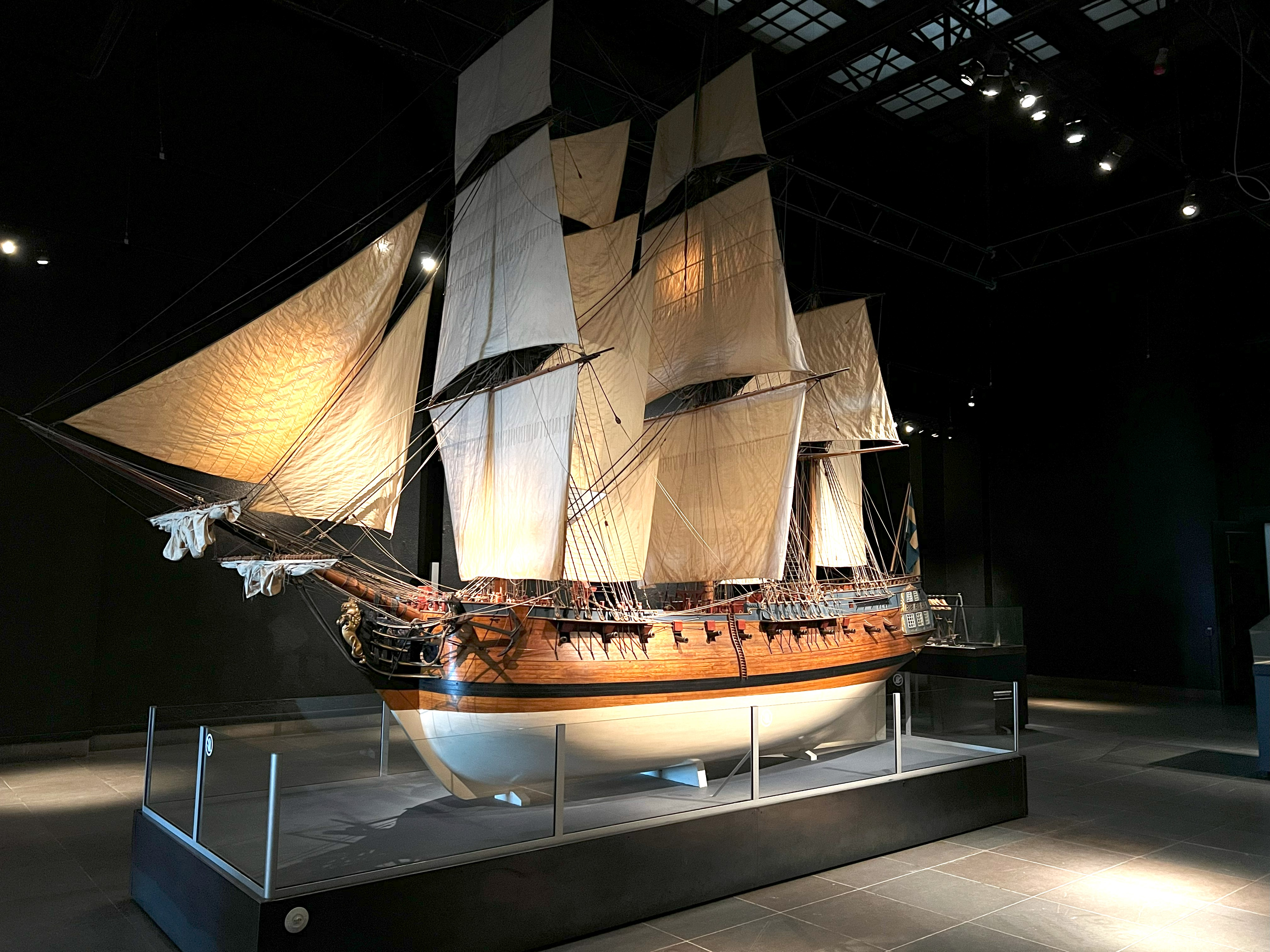
Um modelo do Finland, um indiano da Companhia Sueca das Índias Orientais

Os navios das Índias Orientais transportavam passageiros e mercadorias e estavam armados para se defenderem dos piratas. Inicialmente, os homens das Índias Orientais foram construídos para transportar o máximo de carga possível, e não para a velocidade de navegação. A Companhia Britânica das Índias Orientais tinha o monopólio do comércio com a Índia e a China, apoiando esse projeto.
Os indianos orientais foram os maiores navios mercantes construídos regularmente durante o final do século 18 e início do século 19, geralmente medindo entre 1 100 e 1 400 toneladas de carga (bm). Dois dos maiores foram o Conde de Mansfield e Lascelles sendo construído em Deptford em 1795. A Marinha Real comprou ambos, converteu-os em quartas taxas de 56 canhões e os renomeou como Weymouth e Madras, respectivamente. Eles mediram 1426 toneladas (bm) em dimensões de aproximadamente 175 pés de comprimento total do casco, 144 pés de quilha, 43 pés de largura, 17 pés de calado.
Na Inglaterra, a rainha Elizabeth I concedeu um direito exclusivo ao comércio para a Companhia das Índias Orientais em 1600, um monopólio que durou até 1834. A empresa cresceu para abranger mais do que o comércio entre a Inglaterra e a Índia, mas os navios descritos neste artigo são do tipo usado no século 17 ao início do século 19 para transportar o comércio.

## Guerras Revolucionárias Francesas e Napoleônicas
Durante as Guerras Revolucionárias Francesas e Napoleônicas, os homens das Índias Orientais eram frequentemente pintados para se parecerem com navios de guerra; um atacante não podia ter certeza se as portas de armas eram reais ou apenas pintadas, e alguns índios carregavam armamentos consideráveis. A Marinha Real adquiriu vários homens das Índias Orientais, transformando-os em quartas categorias (por exemplo, HMS Weymouth e HMS Madras, descritos acima), mantendo a confusão para navios militares que buscavam navios mercantes como prêmios de guerra. Em alguns casos, os indianos orientais lutaram com sucesso contra os ataques dos franceses. Um dos mais célebres desses incidentes ocorreu em 1804, quando uma frota de homens das Índias Orientais e outros navios mercantes sob o comando do Comodoro Nathaniel Dance lutou com sucesso contra um esquadrão de saqueadores comandado pelo almirante Linois no Oceano Índico na Batalha de Pulo Aura.
Devido à necessidade de carregar canhões pesados, o casco dos índios orientais - em comum com a maioria dos navios de guerra da época - era muito mais largo na linha d'água do que no convés superior, de modo que os canhões carregados no convés superior ficavam mais próximos da linha central para ajudar na estabilidade. Isso é conhecido como tumblehome. Os navios normalmente tinham dois conveses completos para acomodação dentro do casco e um convés de popa elevado. O convés de popa e o convés abaixo dele eram iluminados com galerias de janelas quadradas na popa. Para suportar o peso das galerias, as linhas do casco em direção à popa estavam cheias. Navios posteriores construídos sem esse recurso tendiam a navegar mais rápido, o que colocava os indianos orientais em desvantagem comercial, uma vez que a necessidade de armamento pesado passou.

## Navios para o comércio Índia-China
De acordo com o historiador Fernand Braudel, alguns dos melhores e maiores indianos do final do século 18 e início do século 19 foram construídos na Índia, fazendo uso de técnicas de construção naval indiana e tripulados por indianos, seus cascos de teca indiana sendo especialmente adequados para as águas locais. Esses navios foram usados para a corrida da China. Até a chegada dos navios a vapor, esses navios construídos na Índia eram usados quase exclusivamente pelos britânicos nos mares orientais. Muitas centenas de índios construídos na Índia foram construídos para os britânicos, junto com outros navios, incluindo navios de guerra. Notáveis entre eles foram o Surat Castle (1791), um navio de 1 000 toneladas (bm) com uma tripulação de 150 pessoas, a Família Lowjee, de 800 toneladas (bm) e uma tripulação de 125, e Shampinder (1802), de 1 300 toneladas (bm).

## Fim da era

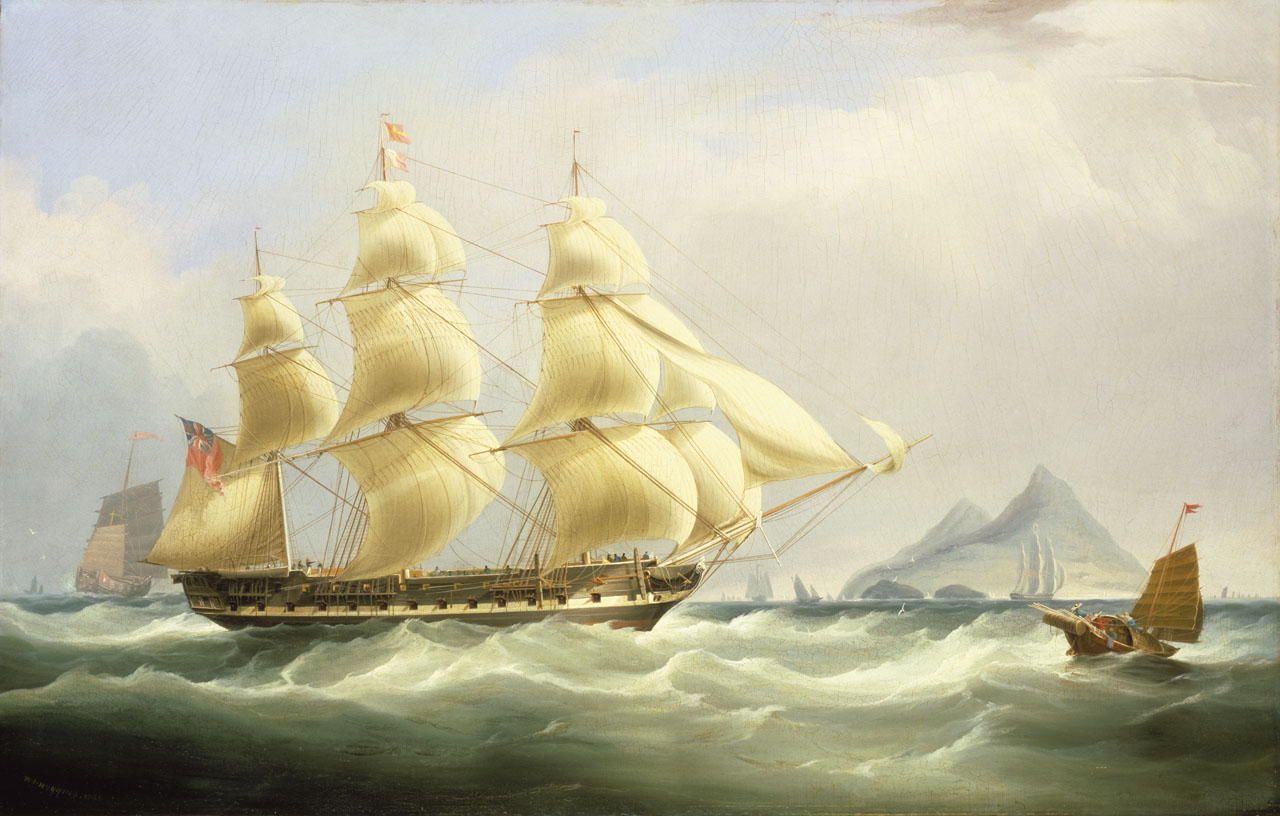
A Asia das Índias Orientais, c. 1836

Com a restrição progressiva do monopólio da Companhia Britânica das Índias Orientais, o desejo de construir navios armados tão grandes para uso comercial diminuiu e, durante o final da década de 1830, um navio menor e mais rápido conhecido como Fragata Blackwall foi construído para o fim premium dos negócios da Índia e da China. O último dos homens das Índias Orientais tinha a reputação de ser o Java (1813-1939) que se tornou um casco de carvão, depois foi desmembrado.
Um navio chamado Lalla Rookh, envolvido em um incidente em novembro de 1850 ao largo de Worthing, West Sussex, no qual muitos homens locais morreram depois que seu barco de resgate virou, foi descrito como um índio oriental trazendo açúcar e rum de Pernambuco, Brasil.